# Krocodona triloba
Krocodona triloba är en insektsart som beskrevs av Dietrich 2003. Krocodona triloba ingår i släktet Krocodona och familjen dvärgstritar. Inga underarter finns listade i Catalogue of Life.